# Чертізька сільська рада
| Чертізька сільська рада — орган місцевого самоврядування у Жидачівському районі Львівської області з адміністративним центром у с. Чертіж. Водоймища на території, підпорядкованій даній раді: річка Свіча. Сільській раді підпорядковані населені пункти: - с. Чертіж - с. Дубравка - с. Тернавка |

## Склад ради
Рада складається з 16 депутатів та голови.

### Керівний склад ради
| ПІБ                   | Основні відомості                                                             | Дата обрання | Дата звільнення |
| --------------------- | ----------------------------------------------------------------------------- | ------------ | --------------- |
| Гос Михайло Йосипович | Сільський голова, 1951 року народження, освіта, безпартійний                  | 26.03.2006   | 31.10.2010      |
| Гос Михайло Йосипович | Сільський голова, 1951 року народження, освіта середня загальна, безпартійний | 31.10.2010   |                 |

Примітка: таблиця складена за даними джерела